# خطة مونيه
يتناول هذا المقال خطة 1946-1950 لفترة ما بعد الحرب مباشرة. للاطلاع على خطة مونيه لعام 1950، راجع الجماعة الأوروبية للفحم والصلب.

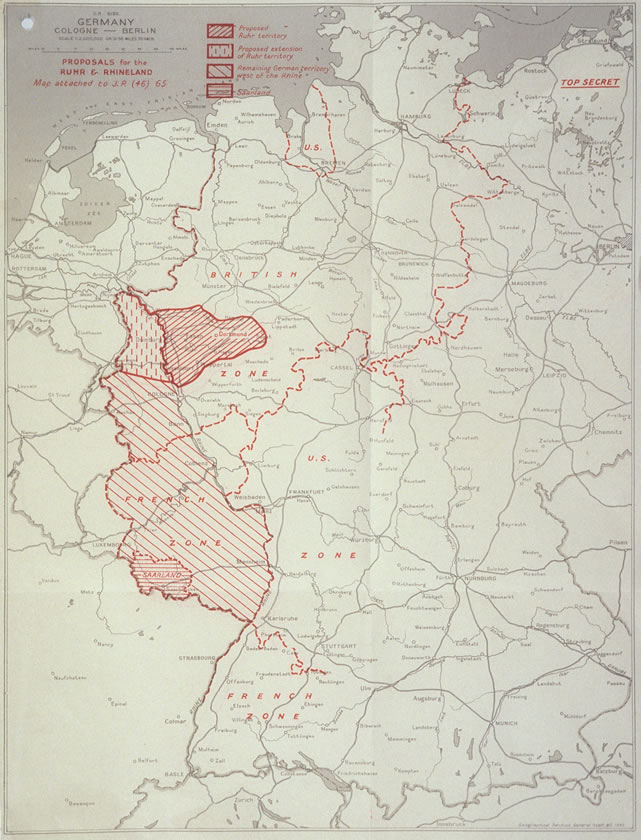
خريطة المملكة المتحدة للمقترحات الفرنسية، تم إنشاؤها في أبريل 1946. كان من المقرر أن تمتد منطقة الرور إلى الحدود الهولندية عن طريق دمج أجزاء من راينلاند، ثم يتم فصل كل الأراضي الجديدة عن ألمانيا.

تم اقتراح خطة مونيه من قبل الموظف المدني الفرنسي جان مونيه بعد نهاية الحرب العالمية الثانية. لقد كانت خطة لإعادة إعمار فرنسا اقترحت منح فرنسا السيطرة على مناطق الفحم والصلب الألمانية في منطقة الرور وسار واستخدام هذه الموارد لرفع فرنسا إنتاجها إلى 150٪ من الإنتاج الصناعي قبل الحرب. اعتمد تشارلز ديغول الخطة في أوائل عام 1946. ستعمل الخطة على الحد بشكل دائم من القدرة الاقتصادية الألمانية، وزيادة القوة الفرنسية بشكل كبير.

## خلفية
كانت الخطط الفرنسية المبكرة تتعلق بإبقاء ألمانيا ضعيفة وتقوية الاقتصاد الفرنسي على حساب ألمانيا. تهدف السياسة الخارجية الفرنسية إلى تفكيك الصناعة الثقيلة الألمانية، ووضع منطقة الرور الغنية بالفحم وراينلاند تحت السيطرة الفرنسية أو على الأقل تدويلها، وكذلك الانضمام إلى سارلاند الغنية بالفحم مع مقاطعة لورين الغنية بالحديد (والتي تم تسليمها أكثر من ألمانيا إلى فرنسا مرة أخرى في عام 1944). عندما ذكّر الدبلوماسيون الأمريكيون الفرنسيين بالتأثير المدمر الذي قد يحدثه ذلك على الاقتصاد الألماني، كان رد فرنسا هو الإشارة إلى أن الألمان سيتعين عليهم فقط «إجراء التعديلات الضرورية» للتعامل مع العجز الحتمي في صرف العملات الأجنبية.

## الخطط الخمسية
كانت «خطة مونيه» (1946-1950) سارية المفعول للخطة الخمسية الأولى للتحديث والمعدات، وهي خطة لإعادة الإعمار الاقتصادي الوطني والتي اعتمدت بشدة على الخطط الفرنسية السابقة لجعل فرنسا أكبر منتج للصلب في أوروبا. كان هدف مونيه هو تحديث الاقتصاد الفرنسي لجعله منافسًا دوليًا، لا سيما مقابل الصادرات الألمانية. لتنفيذ خططه، أنشأ مفوضية التخطيط (Commissariat général du Plan) وقام بترسيخها في البيروقراطية الفرنسية. واعتبرت ألمانيا أداة ضرورية لتنفيذ الخطط. لا يمكن تحقيق الإنتاج المخطط للصلب إلى 15 مليون طن من الفولاذ سنويًا إلا عن طريق استبدال صادرات الصلب الألمانية السابقة وزيادة واردات الفحم وفحم الكوك الألماني، مما يجعل السيطرة على هذا المورد الألماني أمرًا حيويًا.
كانت المقترحات الفرنسية للمنطقة التي تغطيها حقول الفحم الألمانية شرق نهر الراين منذ أواخر عام 1945، لتحويلها إلى دولة دولية بعملتها وعاداتها الخاصة وتشرف عليها سلطة دولية تضم الولايات المتحدة وفرنسا. تم شرح جزء من سبب هذه المقترحات في عام 1946 للولايات المتحدة من قبل مسؤول في وزارة الخارجية الفرنسية: «بهدف الأمن العسكري، نفضل زيادة إنتاج الصلب الفرنسي وإنتاجه على حساب الرور». احتاجت الخطط الفرنسية للتوسع الصناعي إلى مليون عامل إضافي لمدة 4 سنوات، ولذلك خططت فرنسا للحفاظ -لأطول فترة ممكنة- بالسجناء الألمان العاملين في التعدين والزراعة وإعادة البناء.
كانت المملكة المتحدة والولايات المتحدة تحجمان عمومًا عن قبول المطالب الفرنسية، لأنهما يخشيان أن يؤدي ذلك إلى زيادة النفوذ الروسي.
لا تظهر مذكرات مونيه دليلاً قوياً على الاهتمام بالوحدة الأوروبية قبل أبريل 1948، عندما أدرك أنه كان هدفًا مركزيًا للولايات المتحدة. ثم كتب إلى شومان أنه لدرء الأخطار الحالية لم يكن هناك سوى حل واحد؛ سيكون ذلك «ممكنًا فقط من خلال إنشاء اتحاد للغرب».
صرح وزير الخارجية الفرنسي روبرت شومان في خطاب له أن خطة شومان كانت في الواقع استمرارًا لخطة مونيه وإنها فقط من أجل دعم صادرات الصلب الفرنسية التي أخذوها في هذه المهمة. وفقًا للأستاذ الدكتور هانز ريتشل، لم يكن القصد من هذا الكلام الوصول إلى الآذان الألمانية.

## منطقة سار

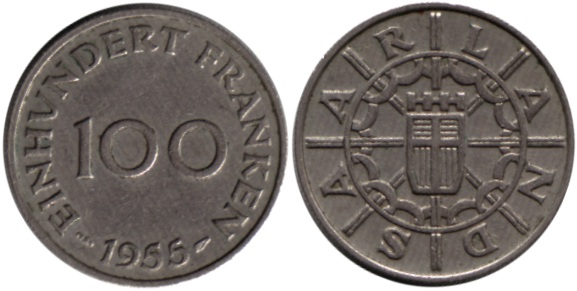
100 سار - عملة

في عام 1947، فصلت فرنسا منطقة سار الغنية بالفحم عن ألمانيا وحولتها إلى محمية سار تحت السيطرة الاقتصادية الفرنسية. عادت المنطقة إلى الإدارة الألمانية في 1 يناير 1957، لكن فرنسا احتفظت بالحق في استخراج الفحم من مناجم الفحم حتى عام 1981.
كحماية، تم دمج منطقة سار اقتصاديًا مع فرنسا وكانت مستقلة سياسيًا من الناحية الاسمية ولكن تم إملاء السياسة الأمنية والسياسة الخارجية من فرنسا. بالإضافة إلى ذلك، حافظت فرنسا على المفوض السامي في سار واعطته سلطات واسعة النطاق.
كانت صناعات التعدين والصلب أهم الصناعات في المنطقة. في عام 1946، كانت فرنسا قد طالبت بملكية المناجم، وأدخلت أيضًا حدودًا جمركية بين سار وبقية ألمانيا. في عام 1947، سيطرت "Regie des Mines de la Sarre" على عمليات صناعة التعدين في سار. خلال عام 1946، كان الناتج من المناجم يمثل ثلث إنتاج الفحم الفرنسي وفي عام 1949 ربع الإنتاج الفرنسي. لولا الفحم الموجود في سار، كان إنتاج الصلب الفرنسي أقل بكثير.
تم حظر الأحزاب التي تدعو إلى عودة سار إلى ألمانيا، مما أدى إلى عدم اعتراف ألمانيا الغربية بالشرعية الديمقراطية لحكومة سار. صرح كونراد أديناور بأن مصطلح "محمية" لطيف للغاية. يمكن للمرء أن يتحدث عن "مستعمرة" - لكن لن أفعل هذا". - "Der Name‚ Protektorat 'wäre vielleicht noch zu gut. Man könnte eher von einer ‚Kolonie 'sprechen - doch das werde ich nicht tun." 
كنتيجة بسيطة للجهود الفرنسية الرامية إلى إضفاء الطابع الفرنسي على الإقليم، كانت الأراضي الغربية المحتلة الوحيدة التي لم تقبل أي لاجئ من عمليات طرد الألمان في المقاطعات الشرقية والمستوطنات الألمانية في أماكن أخرى في أوروبا الشرقية. لم ترغب فرنسا في زيادة عدد السكان الناطقين باللغة الألمانية في الإقليم.